# طلا (فیلم ۲۰۱۴)
طلا (انگلیسی: Gold) یک فیلم کمدی-درام ایرلندی محصول سال ۲۰۱۴ به کارگردانی نایل هیری است که به‌همراه برادرش برندان هیری فیلمنامهٔ این فیلم را نوشته‌است. جیمز نسبیت، دیوید ویلمت، کری کندن و میسی ویلیامز در این فیلم به ایفای نقش پرداخته‌اند. این فیلم دربارهٔ مردی است که برای نخستین بار پس از ۱۲ سال به‌طور ناخوشایندی در خانهٔ خانوادگی خود حضور پیدا می‌کند.
این فیلم برای نخستین بار در ۲۲ فوریهٔ ۲۰۱۴ در دوازدهمین جشنواره بین‌المللی فیلم جیمسون دوبلین به نمایش درآمد و در ایرلند و بریتانیا نیز در ۱۰ اکتبر ۲۰۱۴ توسط وایلدکارد دیستریبیوشن اکران شد. این فیلم برای بازی بازیگران مورد ستایش قرار گرفت و نسبیت و کندن هر دو برای بازی خود در این فیلم نامزد دریافت جایزهٔ آی‌اف‌تی‌ای شدند.

## بازیگران
- جیمز نسبیت در نقش فرانک مک‌گان
- میسی ویلیامز در نقش ابی
- دیوید ویلمت در نقش ری
- کری کندن در نقش آلیس
- استیون مکینتاش در نقش گری
- دیوید مک‌سویج در نقش روان‌شناس
- لوسی پارکر برن در نقش کارن (با نام لوسی برن)
- پاتریک گیبسون در نقش دوون
- دونال هاگی در نقش استوارت
- ادی جکسون در نقش مسئول پذیرش سالن بدنسازی
- مارتین مالونی در نقش کنی
- اشلی مک‌گوایر در نقش رزی

## بازخورد

### افتخارات
| سال  | جایزه                                  | رده                                        | گیرنده     | نتیجه       |
| ---- | -------------------------------------- | ------------------------------------------ | ---------- | ----------- |
| ۲۰۱۴ | نهمین جوایز حلقه منتقدان فیلم دوبلین   | ۱۰ فیلم برتر ایرلندی                       | طلا        | جایگاه هفتم |
| ۲۰۱۵ | دوازدهمین جوایز فیلم و تلویزیون ایرلند | بهترین بازیگر نقش مکمل مرد در یک فیلم بلند | جیمز نسبیت | نامزدشده    |
| ۲۰۱۵ | دوازدهمین جوایز فیلم و تلویزیون ایرلند | بهترین بازیگر نقش مکمل زن در یک فیلم بلند  | کری کندن   | نامزدشده    |